# Arminianesimo

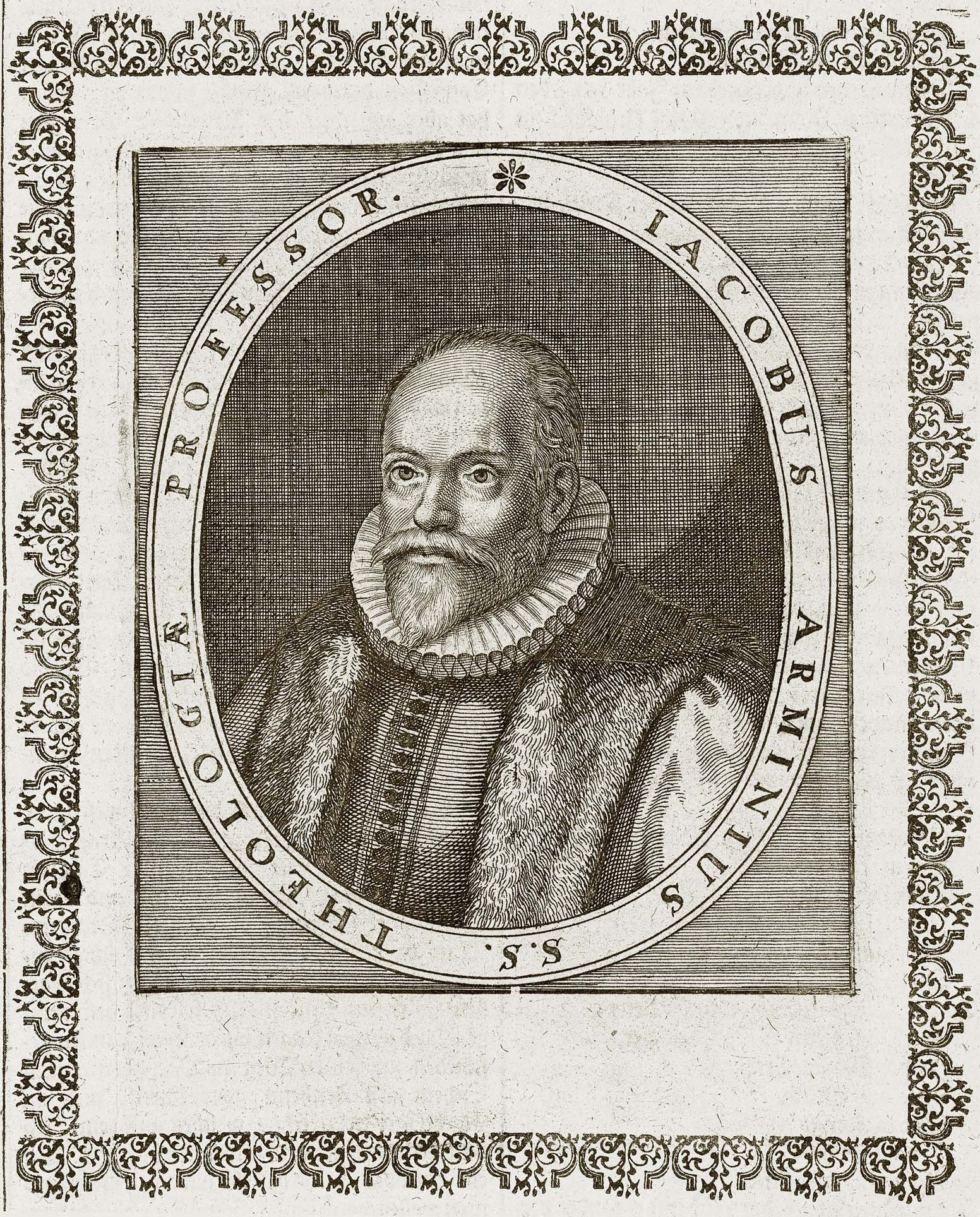
Ritratto (incisione) di Jacobus Arminius, da Kupferstich aus Theatrum Europaeum di Matthaeus Merian del 1662

L'arminianesimo è un sistema teologico che prende nome da Jacobus Arminius (Jakob Hermandszoon), chiamato comunemente Arminio, teologo olandese (1560-1609) ministro della Chiesa riformata olandese (1588).
I credenti di fede evangelica che oggi si definiscono "arminiani" riconoscono in genere la Bibbia come assoluta regola di fede e di condotta e pongono tutti forte enfasi sul sacrificio di Gesù Cristo alla croce come unica offerta di salvezza per tutta l'umanità.
Il dono della vita eterna è dunque gratuito: nessuna opera o sforzo umano possono contribuire in questo senso, ma Dio stesso, nel rispetto della volontà umana, consente che la Sua grazia possa essere rifiutata liberamente dagli uomini che scelgono di respingerlo.
Pertanto la chiamata di Dio è condizionata solo dalla fede, cioè alla disponibilità da parte dell'uomo a riconoscere Gesù Cristo come Signore e Salvatore.
Questo insegnamento, che secondo gli arminiani è lo stesso messaggio annunziato dai cristiani dell'era apostolica e riportato fedelmente nella Bibbia, è sempre stato oggetto di distorsione, fraintendimento e discredito da parte dei calvinisti. Per esempio, nei circoli calvinisti oggi l'appellativo "arminianesimo" o "arminiano" viene usato per identificare una posizione teologica che, pur non dipendente storicamente da questo movimento, adatta il messaggio biblico alla filosofia umanistica ottimista contemporanea, negando la radicalità degli effetti disabilitanti del peccato sull'essere umano ed ammettendone l'autonomia e la libertà della sua risposta all'agire di Dio. A seguito di questo processo di distorsione, arminianesimo diventa sinonimo di Semi-pelagianesimo, nonostante l'impostazione radicalmente diversa di questi due impianti teologici (alcuni studiosi hanno coniato il termine "semiagostinianesimo" per definire con esattezza l'impostazione arminiana).

## Contesto storico
I Paesi Bassi erano diventati, nel XVI secolo, un importante centro di diffusione del Calvinismo ma, durante i suoi quindici anni di pastorato, Arminio giunse a mettere in questione alcuni insegnamenti del Calvinismo stesso. Sorsero così delle dispute, e Arminio lasciò il pastorato per diventare professore di teologia all'Università di Leida. Le sue lezioni sulla dottrina della predestinazione condussero ad un'aspra controversia con il suo collega Francis Gomar. Questo conflitto continuò fino a dividere non solo il corpo studentesco, ma anche i ministri della Chiesa riformata.
I Gomaristi o Calvinisti stretti richiesero a viva voce che, per risolvere questa controversia, venisse convocato uno speciale sinodo della Chiesa riformata. Johan van Oldenbarnevelt, uomo politico olandese liberale, che allora controllava il governo, vi si oppose. I protagonisti di questa disputa, pur avendone discusso persino di fronte agli Stati Generali delle province dei Paesi Bassi, non riuscirono a giungere ad un accordo.
Dopo la morte di Arminio i suoi seguaci pubblicarono la Rimostranza del 1610 che tracciava le linee di quello che divenne noto come Arminianesimo.
Le differenze di questo sistema dal Calvinismo classico sono:
- Il decreto della salvezza si applica a tutti coloro che credono in Cristo e che perseverano nell'ubbidienza della fede.
- Cristo è morto per ogni essere umano.
- Senza lo Spirito Santo è impossibile per i credenti adempiere alla Volontà di Dio (in particolare, adempiere alla condizione di avere fede in Cristo ai fini della propria salvezza).
- La grazia salvifica di Dio non è irresistibile.
- È possibile, per coloro che sono cristiani, decadere dalla grazia.

Nel tentativo di porre un freno a questo insegnamento, il partito calvinista strinse un'alleanza con Maurizio di Nassau, figlio di Guglielmo il taciturno. Il loro desiderio di veder convocare un sinodo della Chiesa riformata su queste questioni coincideva con la politica di Maurizio di centralizzare le province Unite e di trasformarle in una monarchia. Per otto anni dopo la Rimostranza, le forze politiche di Oldenbarnevelt e di Maurizio lottarono per la supremazia. Finalmente Maurizio vinse, il suo avversario fu accusato di tradimento e fatto decapitare (1619). Maurizio cercò allora di usare l'ideologia religiosa per centralizzare lo Stato. Di conseguenza venne convocato il Sinodo di Dordrecht, una fra le convocazioni più famose nella Storia della Chiesa riformata (1618-1619). Il Sinodo produsse una confutazione della Rimostranza punto per punto. Venne così confermata la validità della Confessione di fede riformata detta Belgica e del Catechismo di Heidelberg, che ribadivano l'ortodossia riformata, e gli Arminiani furono condannati.
Dopo il Sinodo, molti fra i discepoli di Arminio, fra i quali personaggi molto importanti come Ugo Grozio, vennero imprigionati o banditi. A questa severità, però, nel 1625 vi fu una reazione, e si giunse ad estendere ai Rimostranti moderati una certa tolleranza. Sebbene a quel tempo gli Arminiani non fossero numerosi nei Paesi Bassi, il loro insegnamento esercitava una considerevole influenza in altri paesi.
Nell'Inghilterra del XVII secolo, il movimento anti-calvinista laudiano fu influenzato dall'Arminianesimo. John Wesley, seguendo questa corrente teologica, lasciò un segno sulla Chiesa Metodista.

## Arminianesimo in Italia
Nell'ambito delle chiese evangeliche e dei circoli calvinisti classici, il dibattito sui temi sollevati dall'Arminianesimo continua tutt'oggi, essendo l'Arminianesimo la teologia prevalente nella chiese evangelicali.
Il confronto fra Arminianesimo e Calvinismo è complicato dalle rappresentazioni distorte di queste due dottrine che nei secoli sono state diffuse e cristallizzate, pur non corrispondendo molto spesso all'insegnamento originale di Arminio e di Calvino, e neppure alle migliori formulazioni dei loro "discepoli" dei secoli successivi.
È anche oggettiva una notevole varietà di sfumature dottrinali all'interno dell'universo arminiano, così come anche avviene all'interno del cosmo calvinista.
Un'ulteriore difficoltà per la comprensione dell'Arminianesimo in Italia è data dalla quasi totale assenza e scarsissima diffusione di testi accademici di matrice autenticamente arminiana, in contrapposizione ad una notevole diffusione di testi calvinisti che trattano l'argomento e costringono gli interessati ad un confronto con una forma di arminianesimo "mediato" da interpretazioni calviniste (in cui per esempio viene sottovalutata la netta distinzione fra arminianesimo classico e Semipelagianesimo).
Nonostante ciò, l'arminianesimo sembra continuare ad essere la posizione dominante nel contesto evangelico italiano (e probabilmente anche negli USA). Il movimento pentecostale classico rappresenta la denominazione evangelica di gran lunga più numerosa in Italia, ed è caratterizzato da un arminianesimo de facto, a volte inconsapevole delle proprie origini storiche, accompagnato però da un esplicito rifiuto per la dottrina della predestinazione assoluta, che contraddistingue invece il Calvinismo.
Il dato di fatto che l'arminianesimo, in questa declinazione "popolare", si sia diffuso enormemente nell'evangelicalismo contemporaneo, pur senza raggiungere quasi mai una formulazione teologica o dogmatica, è interpretato dagli arminiani moderni come il vero trionfo delle intenzioni originarie dei Rimostranti, ed in particolare di Episcopius, che avevano auspicato l'avvento di un cristianesimo meno focalizzato sulle rigide definizioni dottrinali, ma capace di un cambiamento reale nei cuori e nelle vite dei credenti.